# Кудрицький Євген Михайлович
Євге́н Миха́йлович Кудри́цький (19 лютого (3 березня) 1894, Коростишів, нині Житомирської області — 15 січня 1976, Житомир) — український мовознавець.

## Біографічні відомості
Євген Михайлович Кудрицький народився 19 лютого (3 березня за новим стилем) 1894 року в місті Коростишів, нині Житомирської області. Син метеоролога Михайла Кудрицького. Старший брат актора й режисера Павла Кудрицького. 1901 року сім'я переїхала в Житомир.
1917 року закінчив Київський університет. Від 1930 року викладав у педагогічних інститутах Запоріжжя, Полтави, Житомира.
Заарештований 2 травня 1938 року в Полтаві. Засуджений Полтавським обласним судом 5 лютого 1939 року за ст. 54-10 ч. 1 КК УРСР до 10 років позбавлення волі з поразкою в правах на 5 років. Реабілітований Верховним Судом УРСР 26 січня 1940 року .
У 1944—1946 роках працював у Полтавському педагогічному інституті завідувачем кафедри української мови .
Від липня 1947 року працював завідувачем кабінету педагогіки та консультантом-методистом кабінету мов і літератури Житомирського обласного інституту підвищення кваліфікації вчителів. Євген Кудрицький був надзвичайно легким на підйом, відзначався великою працьовитістю. Як свідчить книга наказів по інституту, він регулярно виїжджав у райони області з наданням методичної допомоги, проведенням семінарів, брав участь у січневих і серпневих конференціях вчителів, методичних об'єднаннях вчителів мов і літератури. Майже щоквартально брав участь у засіданнях вченої ради Інституту літератури імені Тараса Шевченка АН України, редагував видання збірників із методики викладання української та російської мов і літератур, рецензував шкільні підручники та методичні посібники з мови.
В інституті підвищення кваліфікації вчителів Євген Михайлович пропрацював до 1962 року. Далі перейшов на роботу до Житомирського педагогічного інституту (нині Житомирський державний університет імені Івана Франка).
Помер 15 січня 1976 року в Житомирі.

## Наукова діяльність
Євген Кудрицький — автор цілої низки наукових праць з мовознавства, зокрема:
- «Про деякі структурні особливості і закономірності розвитку української літературної мови у другій половині XVIII ст.» (1960),
- «Латинська мова у поетичній спадщині Г. С. Сковороди» (1965),
- «Іван Ужевич — український граматист XVII століття і його праця» (1970).

Підготував до видання «Граматику словенську» Івана Ужевича. За дорученням Інституту мовознавства імені О. О. Потебні АН УРСР Євген Михайлович переклав латинський текст цієї пам'ятки на українську мову, склав до нього науковий коментар, словопокажчик, бібліографію і у співавторстві з академіком Іваном Білодідом написав всупну статтю.